# William Parsons
William Parsons (3. hrabě z Rosse) nositel řádu svatého Patrika (17. června 1800 – 31. října 1867) byl irsko-anglický šlechtic a astronom. V roce 1845 vybudoval v Parsonstownu největší světový teleskop o průměru 180 cm, který až do konce 19. století zůstal nepřekonán. S použitím tohoto teleskopu objevil a katalogizoval mnoho galaxií.
Je po něm pojmenován měsíční kráter Rosse.

## Osobní život
Narodil se v Yorku v hrabství Yorkshire. Vzdělání dostal na Trinity College v Dublinu a Magdalen College v Oxfordu maturoval s vyznamenáním v matematice v roce 1822. Zdědil hrabství a větší nemovitosti v hrabství Offaly v Irsku, když v roce 1841 zemřel jeho otec Lawrence Parsons (2. hrabě z Rosse).
Parsons se 14. dubna 1836 oženil s Mary Fieldovou, dcerou Johna Wilmera Fielda. Jejich čtyřmi dětmi byli:
- Lawrence Parsons, 4. hrabě z Rosse (17. listopadu 1840 – 30. srpna 1908)
- Reverend Randal Parsons (26. dubna 1848 – 15. listopadu 1936)
- Hon. Richard Clere Parsons (21. února 1851 – 26. ledna 1923), jméno si získal budováním železnic v Jižní Americe.
- Sir Charles Algernon Parsons (13. června 1854 – 11. února 1931), je znám pro komerční využití parní turbíny.